# Wave of Popular Feeling
Wave of Popular Feeling è l'unico album dei Groundswell, pubblicato dalla Mime Radio in sole 150 copie nel 1995.
Due anni dopo la band si scioglierà, e dalle sue ceneri nascerà il gruppo canadese Three Days Grace.

## Tracce
1. Stare
2. In the Sand
3. Weatherman
4. Chronic
5. Eddie
6. Snatch
7. Wave of Popular Feeling
8. S.O.B.
9. Poison Ivy
10. On This Flight
11. Greedy Room

## Formazione
- Adam Gontier - voce
- Neil Sanderson - batteria, voce secondaria
- Brad Walst - basso
- Phil Crowe - chitarra solista
- Joe Grant - chitarra ritmica